# Lijst van Stolpersteine in de regio West-Friesland

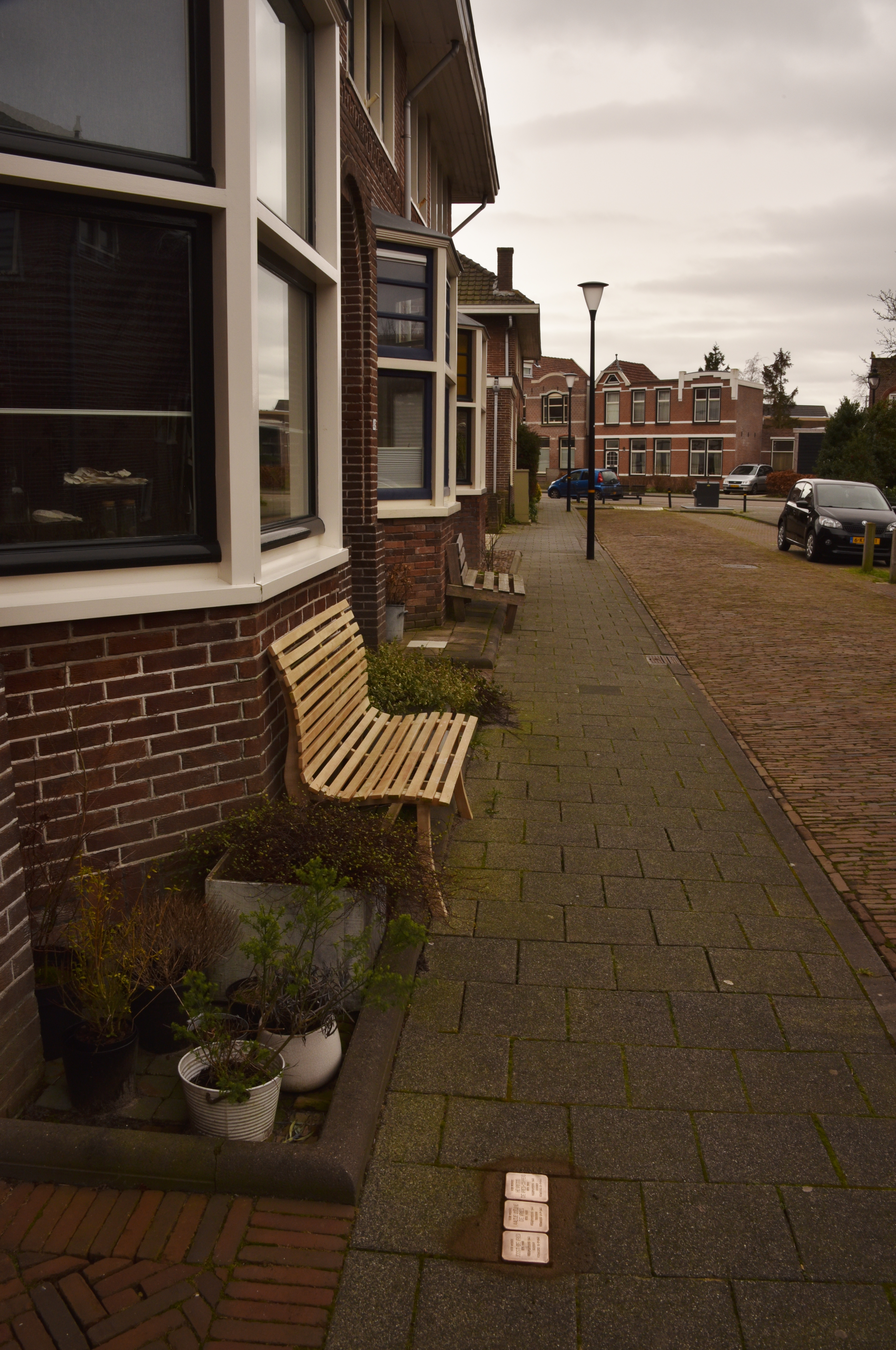
Stolpersteine voor familie De Vries in Schagen

De lijst  van Stolpersteine in de regio West-Friesland geeft een overzicht van de Stolpersteine in de regio West-Friesland in de Nederlandse provincie Noord-Holland, die zijn geplaatst in het kader van het Stolpersteine-project van de Duitse beeldhouwer-kunstenaar Gunter Demnig. De gemeenten Enkhuizen, Hoorn en Schagen behoren tot de regio West-Friesland.
Omdat het Stolpersteine-project doorloopt, kan deze lijst onvolledig zijn.

## Stolpersteine
Er zijn 39 Stolpersteine in de regio: twaalf in Enkhuizen, achttien in Hoorn en negen in de gemeente Schagen.

### Enkhuizen
In Enkhuizen (ook Henkhúze en Enkhuyzn) zijn op vier adressen twaalf Stolpersteine gelegd.
| Afbeelding | Inscriptie                                                                                  | Adres            | Herdachte persoon                    |
| ---------- | ------------------------------------------------------------------------------------------- | ---------------- | ------------------------------------ |
|            | HIER WOONDE SAMUEL MAX AKKER GEB. 1936 GEDEPORTEERD 1943 VERMOORD 3.9.1943 AUSCHWITZ        | Westerstraat 266 | Samuel Max Akker (1936–1943)         |
|            | HIER WOONDE HIJMAN BENJAMIN DE GROOT GEB. 1898 GEDEPORTEERD 1943 VERMOORD 16.7.1943 SOBIBOR | Westerstraat 133 | Hijman Benjamin de Groot (1898–1943) |
|            | HIER WOONDE SARA LEA DE GROOT GEB. 31.12.1942 GEDEPORTEERD 1943 VERMOORD 16.7.1943 SOBIBOR  | Westerstraat 133 | Sara Lea de Groot (1942–1943)        |
|            | HIER WOONDE MARTHA LEVY GEB. 1902 GEDEPORTEERD 1943 VERMOORD 16.7.1943 AUSCHWITZ            | Westerstraat 133 | Martha Levy (1902–1943)              |
|            | HIER WOONDE LEA VISKOOP GEB. 1867 GEDEPORTEERD 1943 VERMOORD 19.2.1943 AUSCHWITZ            | Westerstraat 133 | Lea de Groot-Viskoop (1867–1943)     |

### Hoorn
In de gemeente Hoorn liggen achttien Stolpersteine. Zie de lijst van Stolpersteine in Hoorn voor een overzicht.

### Schagen
In Schagen zijn negen Stolpersteine geplaatst.
| Afbeelding | Inscriptie                                                                                    | Adres                 | Herdachte persoon                      |
| ---------- | --------------------------------------------------------------------------------------------- | --------------------- | -------------------------------------- |
|            | HIER WOONDE JOSEPH ISAÄC DE JONG GEB. 1867 GEDEPORTEERD 1943 SOBIBOR VERMOORD 30-4-1943       | Nieuwstraat 21        | Joseph Isaäc de Jong (1867-1943)       |
|            | HIER WOONDE AALTJE JOËLINE DE VRIES GEB. 1925 GEDEPORTEERD 1943 SOBIBOR VERMOORD 9-7-1943     | Cornelis Bokstraat 41 | Aaltje Joëline de Vries (1925-1943)    |
|            | HIER WOONDE BERTHA DE VRIES GEB. 1922 GEDEPORTEERD 1943 AUSCHWITZ VERMOORD 5-2-1943           | Magnusstraat 23       | Bertha de Vries (1922-1943)            |
|            | HIER WOONDE BETSY DE VRIES GEB. 1919 GEDEPORTEERD 1943 AUSCHWITZ VERMOORD 5-2-1943            | Magnusstraat 23       | Betsy de Vries (1919-1943)             |
|            | HIER WOONDE JOOST DE VRIES GEB. 1898 GEDEPORTEERD 1943 SOBIBOR VERMOORD 16-7-1943             | Cornelis Bokstraat 41 | Joost de Vries (1898-1943)             |
|            | HIER WOONDE SALOMON DE VRIES GEB. 1889 GEDEPORTEERD 1943 SOBIBOR VERMOORD 9-4-1943            | Magnusstraat 23       | Salomon de Vries (1889-1943)           |
|            | HIER WOONDE BOENE DE VRIES- COHEN GEB. 1856 GEDEPORTEERD 1943 SOBIBOR VERMOORD 1943           | Magnusstraat 23       | Boene de Vries-Cohen (1856-1943)       |
|            | HIER WOONDE HENRIETTE DE VRIES-COPPENS GEB. 1893 GEDEPORTEERD 1943 SOBIBOR VERMOORD 16-7-1943 | Cornelis Bokstraat 41 | Henriëtte de Vries-Coppens (1893-1943) |
|            | HIER WOONDE HENDRIKA DE VRIES- HERSCHEL GEB. 1891 GEDEPORTEERD 1943 SOBIBOR VERMOORD 9-4-1943 | Magnusstraat 23       | Hendrika de Vries-Herschel (1891-1943) |

## Data van plaatsingen
- 25 oktober 2013: Schagen[21]
- 19 september 2021: Enkhuizen[1]
- 29 september 2024: zeven Stolpersteine op Cromhoutstraat 2, Molenweg 4